# Скетч
Скетч (англ. sketch, дос. «ескіз, нарис», від грец. σχέδίοζ, дос. «випадковий, імпровізований») — невелика комічна п'єса з двома, рідше трьома персонажами. Бере початок від народної інтермедії. Скетч отримав найбільше поширення на естраді.
Відомим творцем скетчів був А. П. Чехов.
Скетч-шоу (англ. Sketch show, Sketch comedy) — невизначена кількість комедійних сценок або «скетчів», як правило, від однієї до десяти хвилин кожен. Слово «скит» (англ. skit) має те ж значення у визначенні комедії.
У Великій Британії дуже популярні телевізійні скетч-шоу. Яскравим прикладом скетч-шоу є телесеріал «Летючий цирк Монті Пайтона», «Шоу Фрая та Лорі». В Україні — «Шоу довгоносиків», «Файна Юкрайна», «Маски-шоу» «Українці Афігенні», «Коли ми вдома»  і т. п.
В Україні також є своє відоме скетч-шоу — «Наші без Раші», започатковане творчою студією Kolegi Studio!.